# Masanori Takeishi
| Odkryte planetoidy: 13 (wspólnie z Masaru Mukai) | Odkryte planetoidy: 13 (wspólnie z Masaru Mukai) |
| ------------------------------------------------ | ------------------------------------------------ |
| (4703) Kagoshima                                 | 16 stycznia 1988                                 |
| (5139) Rumoi                                     | 13 listopada 1990                                |
| (5286) Haruomukai                                | 4 listopada 1989                                 |
| (5468) Hamatonbetsu                              | 16 stycznia 1988                                 |
| (5640) Yoshino                                   | 21 października 1989                             |
| (5960) Wakkanai                                  | 21 października 1989                             |
| (8866) Tanegashima                               | 26 stycznia 1992                                 |
| (9368) Esashi                                    | 26 stycznia 1993                                 |
| (10516) Sakurajima                               | 1 listopada 1989                                 |
| (11064) Dogen                                    | 30 listopada 1991                                |
| (14446) Kinkowan                                 | 31 października 1992                             |
| (15790) Keizan                                   | 8 października 1993                              |
| (48498) 1993 BS6                                 | 30 stycznia 1993                                 |

Masanori Takeishi (jap. 武石正憲 Takeishi Masanori; ur. 1950) – japoński astronom amator. Odkrył 13 planetoid wspólnie z Masaru Mukai. W uznaniu jego zasług jedną z planetoid nazwano (7776) Takeishi.